# Poliez-le-Grand
Poliez-le-Grand (toponimo francese) è una frazione di 715 abitanti del comune svizzero di Montilliez, nel Canton Vaud (distretto del Gros-de-Vaud).

## Storia

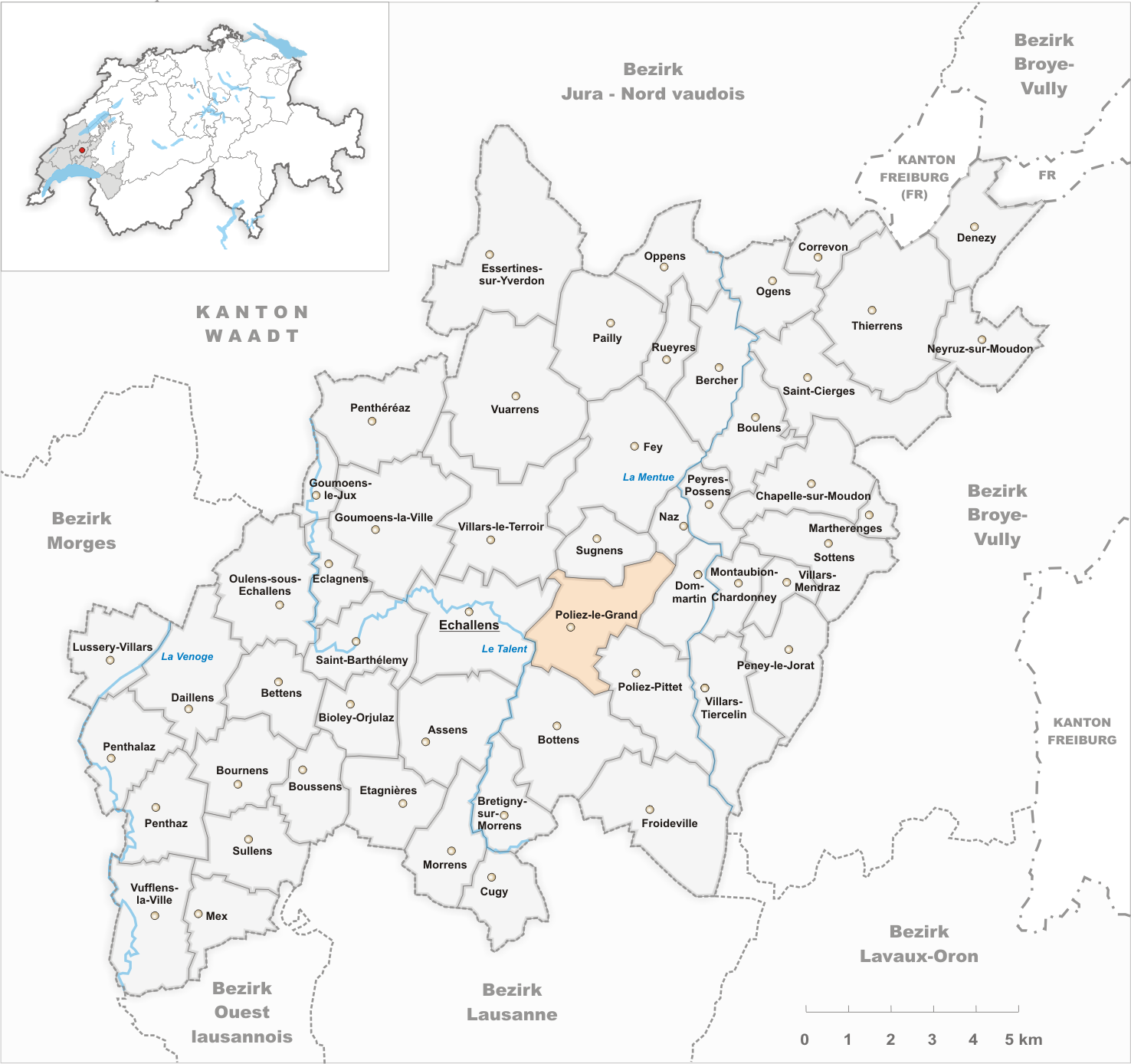
Il territorio del comune di Poliez-le-Grand prima degli accorpamenti comunali del 2011

Già comune autonomo che si estendeva per 2,94 km², nel 2011 è stato accorpato agli altri comuni soppressi di Dommartin, Naz e Sugnens per formare il nuovo comune di Montilliez, del quale Poliez-le-Grand è il capoluogo.

## Monumenti e luoghi d'interesse

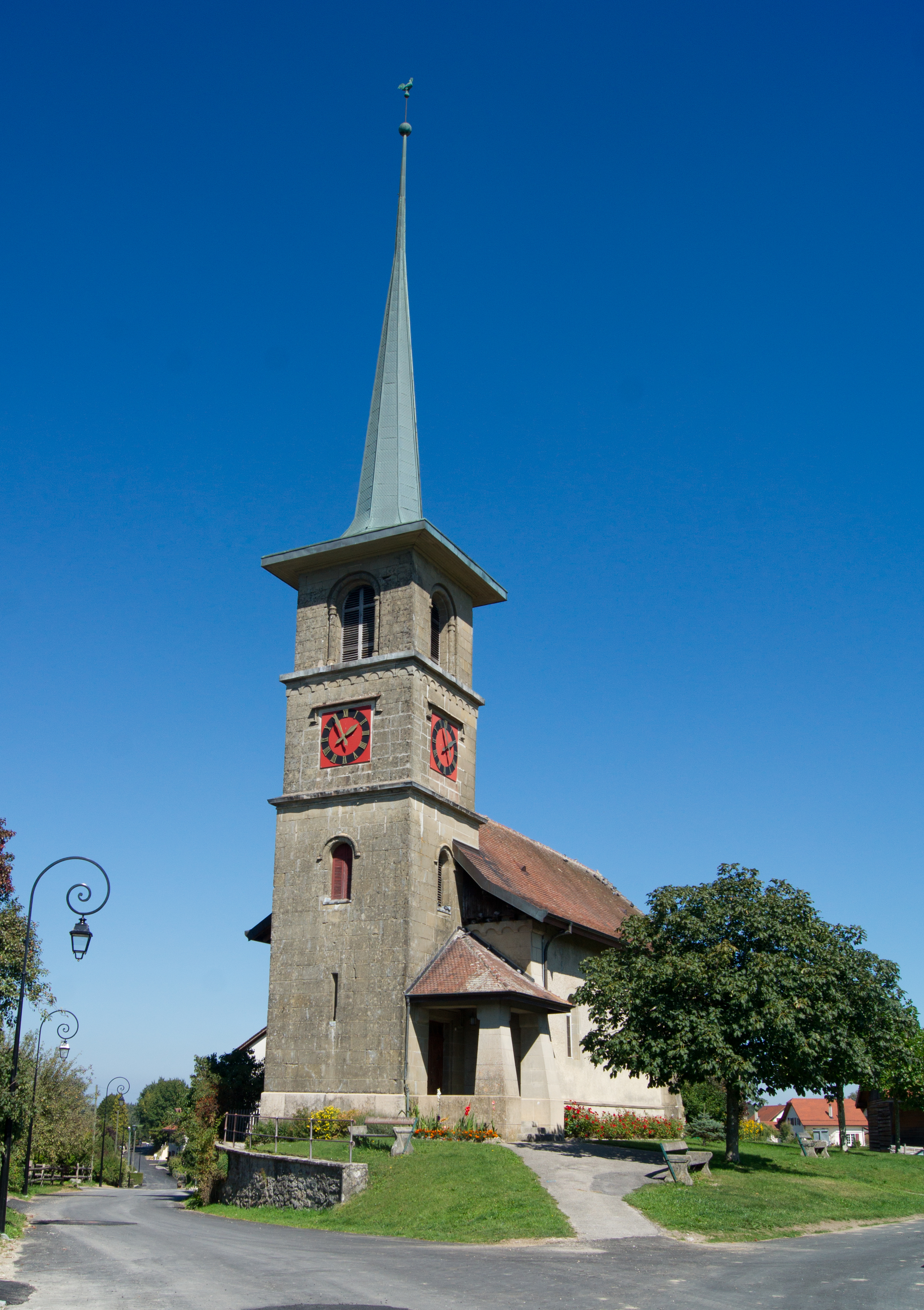
La chiesa della Vergine

- Chiesa riformata della Vergine, attestata dal 1141 e ricostruita nel 1711[1].

## Società

### Evoluzione demografica
L'evoluzione demografica è riportata nella seguente tabella:
Abitanti censiti

## Amministrazione
Ogni famiglia originaria del luogo fa parte del cosiddetto comune patriziale e ha la responsabilità della manutenzione di ogni bene ricadente all'interno dei confini della frazione.